# Ludovit Reis
Ludovit Reis (* 1. Juni 2000 in Haarlem, Provinz Noord-Holland, Niederlande) ist ein niederländisch-slowakischer Fußballspieler. Er steht seit 2025 beim FC Brügge unter Vertrag.

## Herkunft
Reis wurde im Juni 2000 in Haarlem in der Provinz Nordholland geboren. Seine Eltern sind Slowaken, die vor der Geburt des Sohnes aus Košice in der Ostslowakei in die Niederlande ausgewandert waren. Reis wuchs zweisprachig auf, hielt zunächst ausschließlich die slowakische Staatsangehörigkeit und erwarb die niederländische im Jahr 2018. Er spricht fließend Slowakisch und Niederländisch.

## Vereinskarriere

### Anfänge in den Niederlanden
Ludovit Reis begann seine Karriere in der Jugend des SV Hoofddorp in Haarlemmermeer bei Haarlem in der Nähe von Amsterdam. 2015 wechselte er in das Nachwuchsleistungszentrum des Erstligisten FC Groningen. Bereits zwei Jahre später wurde er in den Kader der ersten Mannschaft aufgenommen. Sein erstes Pflichtspiel im Herrenbereich absolvierte Reis am 2. September 2017 für die zweite Mannschaft der Groninger gegen DOVO Veenendaal. In diesem Partie wurde er über die gesamte Spieldauer eingesetzt. Zuvor hatte Reis bereits mehrmals zum Spieltagskader der ersten Mannschaft gehört. Zum ersten Mal spielte er am 15. Oktober in der Heimpartie gegen AZ Alkmaar. Beim 1:1 kam er nach 81 Spielminuten zu einer Einwechslung. Nach dieser Partie stand der erst 17-jährige Mittelfeldspieler regelmäßig für die erste Mannschaft auf dem Spielfeld. Während seines dritten Spiels erzielte er sein erstes Tor in einem Pflichtspiel; das zwischenzeitlich geschossene 1:1 in der Partie bei Sparta Rotterdam reichte dem FC Groningen nicht zu einem Punktgewinn. Zu Beginn der Rückrunde verletzte sich Reis und kam in nur sieben von 17 Partien zum Einsatz, womit er seinen Stammplatz einbüßte. Insgesamt spielte er in der Hälfte von 36 Partien.
Den zeitweilig verlorenen Stammplatz erarbeitete sich Reis zu Beginn der Saison 2018/19 zurück. Bis zum Ende der Hinrunde spielte er in 14 von 18 Partien.

### Wechsel zum FC Barcelona
Zur Saison 2019/20 wechselte Reis nach Spanien zum FC Barcelona. Er unterschrieb einen Vertrag bis zum 30. Juni 2022, der eine Option auf zwei weitere Jahre sowie eine Ausstiegsklausel in Höhe von 100 Millionen Euro enthielt, und stand für eine Saison im Kader der zweiten Mannschaft, die in der drittklassigen Segunda División B spielt. Reis etablierte sich, nachdem er im ersten Saisonviertel regelmäßig als Einwechselspieler ins Spiel gekommen war, als Stammkraft im Team. Ab Anfang Dezember 2019 kam er in allen Spielen zum Einsatz, bis die Saison im März 2020 aufgrund der COVID-19-Pandemie nach 28 Spieltagen abgebrochen wurde. Als zu diesem Zeitpunkt Drittplatzierte qualifizierte sich die Mannschaft für die Aufstiegsplay-offs in die zweite Liga, die im Juli nachgeholt wurden. Man erreichte dabei das Finale, unterlag in diesem aber dem CE Sabadell. Reis kam in allen drei Play-off-Spielen zum Einsatz. Die A-Mannschaft des Vereins spielte im Anschluss noch die restliche Champions-League-Saison im August zu Ende. Reis war dabei erstmals Mitglied des Spieltagskaders. Der Verein scheiterte im Viertelfinale mit 2:8 am FC Bayern München. Zum Einsatz kam Reis nicht.

### Leihe zum VfL Osnabrück
Anfang Oktober 2020 wechselte Reis auf Basis einer Leihe bis zum Ende der Saison 2020/21 zum deutschen Zweitligisten VfL Osnabrück. In Osnabrück kam der slowakischstämmige Niederländer regelmäßig zum Einsatz und zählte zum Stammpersonal. Er absolvierte 27 Zweitligaspiele (24 von Beginn) und erzielte ein Tor. Obwohl der VfL Osnabrück gegen den Abstieg spielte und in die Relegation musste, zählte Reis beim Kicker mit einer Durchschnittsnote von 3,21 zu den besten Mittelfeldspielern der Saison. Nachdem die Mannschaft die Relegation gegen den FC Ingolstadt 04 verloren hatte und in die 3. Liga abgestiegen war, verließ der Mittelfeldspieler den Verein mit seinem Vertragsende.

### Hamburger SV
Zur Saison 2021/22 kehrte Reis nicht mehr zum FC Barcelona zurück, sondern wechselte innerhalb der 2. Bundesliga zum Hamburger SV. Er unterschrieb einen Vertrag mit einer Laufzeit bis zum 30. Juni 2025. Die Vereine einigten sich auf einen ablösefreien Wechsel, jedoch sollte der FC Barcelona bei einem künftigen Transfer mit 25 Prozent an der Ablösesumme beteiligt werden. Beim Hamburger SV spielte Reis insgesamt 4 Jahre lang in der 2. Bundesliga. Während dieser Zeit gelangt es ihm in 116 Einsätzen 19 Tore zu erzielen. In seiner letzten Saison konnte er zusammen mit dem HSV in die Bundesliga aufsteigen.

### FC Brügge
Zur Saison 2025/26 wechselte Reis zum belgischen Erstligisten FC Brügge. Er unterschrieb einen Vertrag bis zum 30. Juni 2029.

## Nationalmannschaft
Aufgrund seiner Geburt in den Niederlanden und der Herkunft beider Elternteile ist es Reis bis heute möglich, sowohl für den niederländischen als auch den slowakischen Verband zu spielen. In einem Interview im September 2018 erklärte Reis, nachdem er erstmals für die U19 der Niederlande aufgelaufen war, sich fest für die niederländischen Auswahlen entschieden zu haben. Der slowakische Verband sei zwar des Öfteren auf ihn zugekommen, allerdings habe Reis sich wegen des höheren fußballerischen Niveaus in den niederländischen Auswahlen gegen eine Laufbahn für die Slowakei entschieden.
Nach dem Erhalt der niederländischen Staatsangehörigkeit lief Reis ab September 2018 in der niederländischen U19-Nationalmannschaft auf, für die er bis März 2019 in 9 Länderspielen zum Einsatz kam. Seit Mai 2019 war er unter Erwin van de Looi in der U21-Nationalmannschaft aktiv. Mit ihr nahm der Mittelfeldspieler im März 2021 an der Vorrunde der U21-Europameisterschaft 2021 teil, bei der er einmal eingewechselt wurde. Da er mit dem VfL Osnabrück Ende Mai 2021 in der Relegation gegen den Abstieg in die 3. Liga spielen musste, sagte er seine Teilnahme an der Finalrunde ab, die aufgrund der COVID-19-Pandemie nach dem Saisonende ausgetragen wurde. Ohne ihn schied die Mannschaft im Halbfinale gegen den späteren Titelträger Deutschland aus.
Im Rahmen der Qualifikation zur U21-Europameisterschaft 2023 kam Reis auf vier Einwechslungen. Van de Looi nominierte ihn für die Endrunde, jedoch kam er nicht zum Einsatz und schied mit der Mannschaft hinter dem Gastgeber Georgien und Portugal in der Vorrunde aus. Anschließend war der 23-Jährige nicht mehr für die U21 spielberechtigt; als Stichtag für die U21-EM hatte der Qualifikationsbeginn im Jahr 2021 gegolten.
Im August 2023 bestätigte Reis, mit dem slowakischen Verband bezüglich eines Wechsels in Kontakt zu stehen. Die Slowaken nahmen an der Europameisterschaft 2024 teil, der Verbandswechsel kam jedoch nicht zustande.

## Erfolge
- Aufstieg in die Bundesliga: 2025 (Hamburger SV)